# Министър на електрониката и електротехниката на България
Министърът на електрониката и електротехниката (МЕЕ) е член на правителството, т.е. на изпълнителната власт (кабинета) и ръководи и координира електрониката и електротехниката и внедряването на нови методи в електронната промишленост. Избиран е от парламента или се назначава от държавния глава на Народна република България.

## Министри
Списъкът на министрите на електрониката и електротехниката е подреден по ред на правителство.
| правителство | име             | дати                        | партия | партия |
| ------------ | --------------- | --------------------------- | ------ | ------ |
| 75           | Йордан Младенов | 13 юли 1973 – 17 юни 1976   | БКП    |        |
| 76           | Йордан Младенов | 17 юни 1976 – 28 април 1978 | БКП    |        |
| 76           | Васил Хубчев    | 28 април 1978 – 18 юни 1981 | БКП    |        |